# Sant Feliu de Llobregat
Sant Feliu de Llobregat (katalanische Schreibweise; spanische Schreibweise: San Feliú de Llobregat) ist eine spanische Stadt in der Autonomen Region Katalonien und gehört zur Metropolregion Àrea Metropolitana de Barcelona.
Sie ist die Hauptstadt der Comarca Baix Llobregat in der Provinz Barcelona. Die Einwohnerzahl beträgt 46.554 (Stand: 2024).
Seit 2004 ist sie Sitz des Bistums Sant Feliu de Llobregat mit der Kirche Sant Llorenç als Kathedrale des Bistums.

## Städtepartnerschaften
- Villeneuve-le-Roi im Département Val-de-Marne, (Frankreich)